# Ла-Бастид-Клеранс
Ла-Басти́д-Клера́нс (фр. La Bastide-Clairence) — коммуна во Франции, в кантоне Пеи-де-Бидаш, Амикюз и Остибар округа Байонна, департамент Атлантические Пиренеи, Новая Аквитания. Входит в список «Самых красивых деревень Франции».
Код INSEE коммуны — 64289.

## География

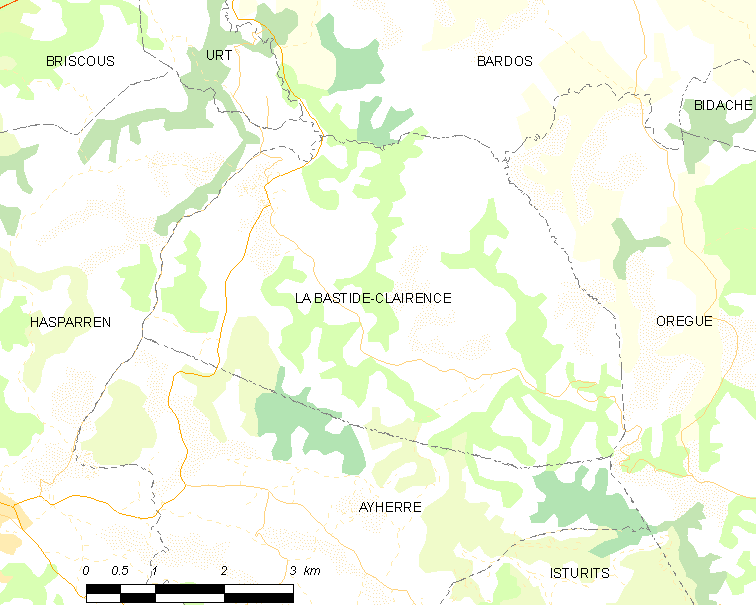
Карта коммуны

Коммуна расположена приблизительно в 670 км к юго-западу от Парижа, в 170 км южнее Бордо, в 75 км к западу от По.
По территории коммуны протекает река Аран.

### Климат
Климат тёплый океанический. Зима мягкая, средняя температура января — от +5°С до +13°С, температуры ниже −10 °C бывают редко. Снег выпадает около 15 дней в году с ноября по апрель. Максимальная температура летом порядка 20-30 °C, выше 35 °C бывает очень редко. Количество осадков высокое, порядка 1100 мм в год. Характерна безветренная погода, сильные ветры очень редки.

## Население
Население коммуны на 2010 год составляло 997 человек.
| 1962 | 1968 | 1975 | 1982 | 1990 | 1999 | 2010 |
| ---- | ---- | ---- | ---- | ---- | ---- | ---- |
| 874  | 821  | 844  | 759  | 852  | 881  | 997  |

## Администрация
| Период | Период | Фамилия            | Партия                                        | Примечания                   |
| ------ | ------ | ------------------ | --------------------------------------------- | ---------------------------- |
| 1995   | 2014   | Леопольд Дарритшон | Союз за французскую демократию → беспартийный | генеральный советник кантона |
| 2014   | 2020   | Франсуа Дагорре    | беспартийный                                  |                              |

## Экономика
В 2010 году среди 634 человек трудоспособного возраста (15-64 лет) 476 были экономически активными, 158 — неактивными (показатель активности — 75,1 %, в 1999 году было 69,9 %). Из 476 активных жителей работали 434 человека (236 мужчин и 198 женщин), безработных было 42 (14 мужчин и 28 женщин). Среди 158 неактивных 61 человек были учениками или студентами, 54 — пенсионерами, 43 были неактивными по другим причинам.

## Достопримечательности
- Церковь Успения Божьей Матери (XIV век). Исторический памятник с 1996 года[5]
- Бывший зал для игры в жё-де-пом, ныне зал для баскской игры в мяч (XVII век). Исторический памятник с 2011 года[6]
- Старое еврейское кладбище (XVII век). Исторический памятник с 1988 года[7]

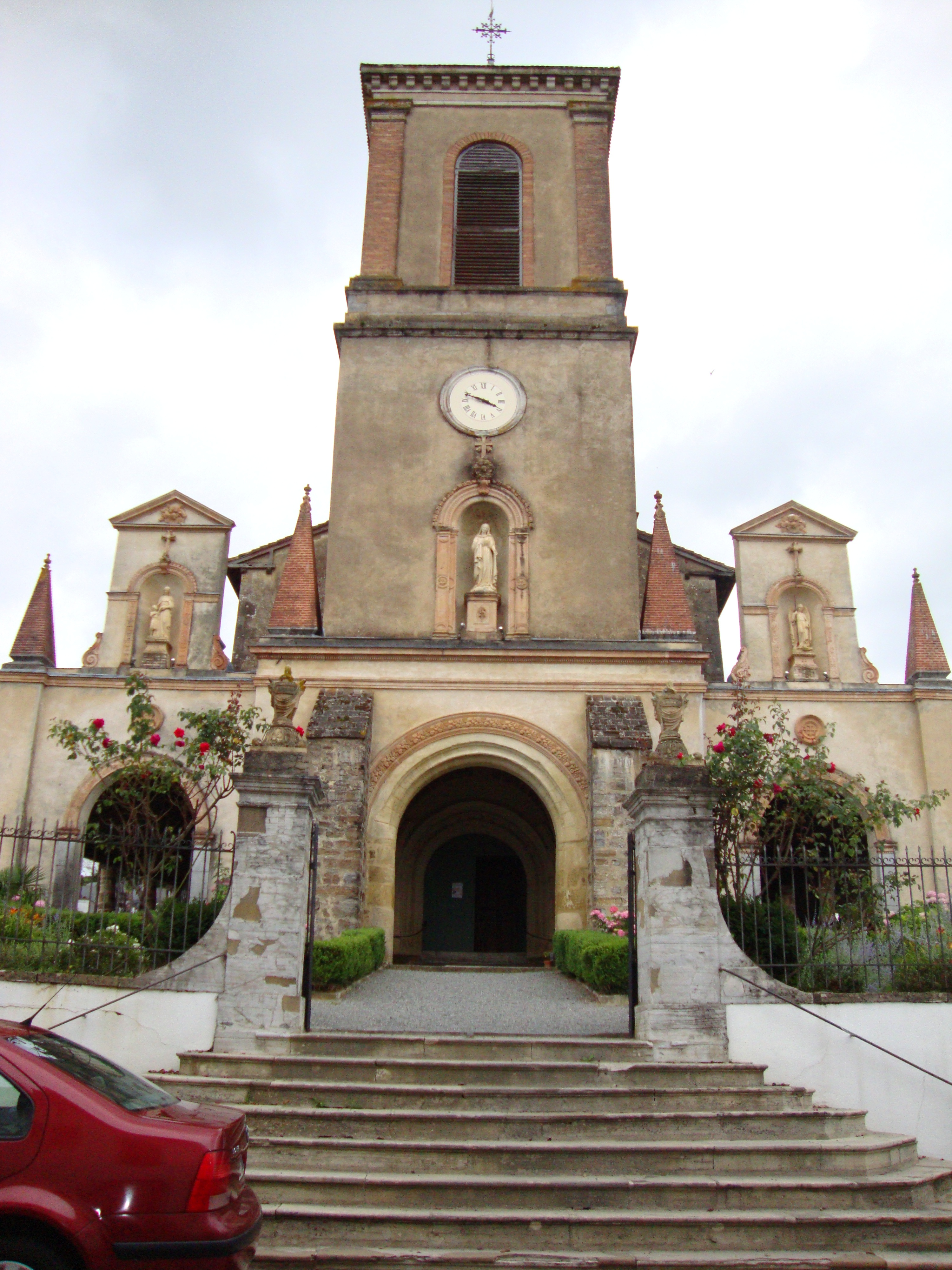
Церковь Успения Божьей Матери
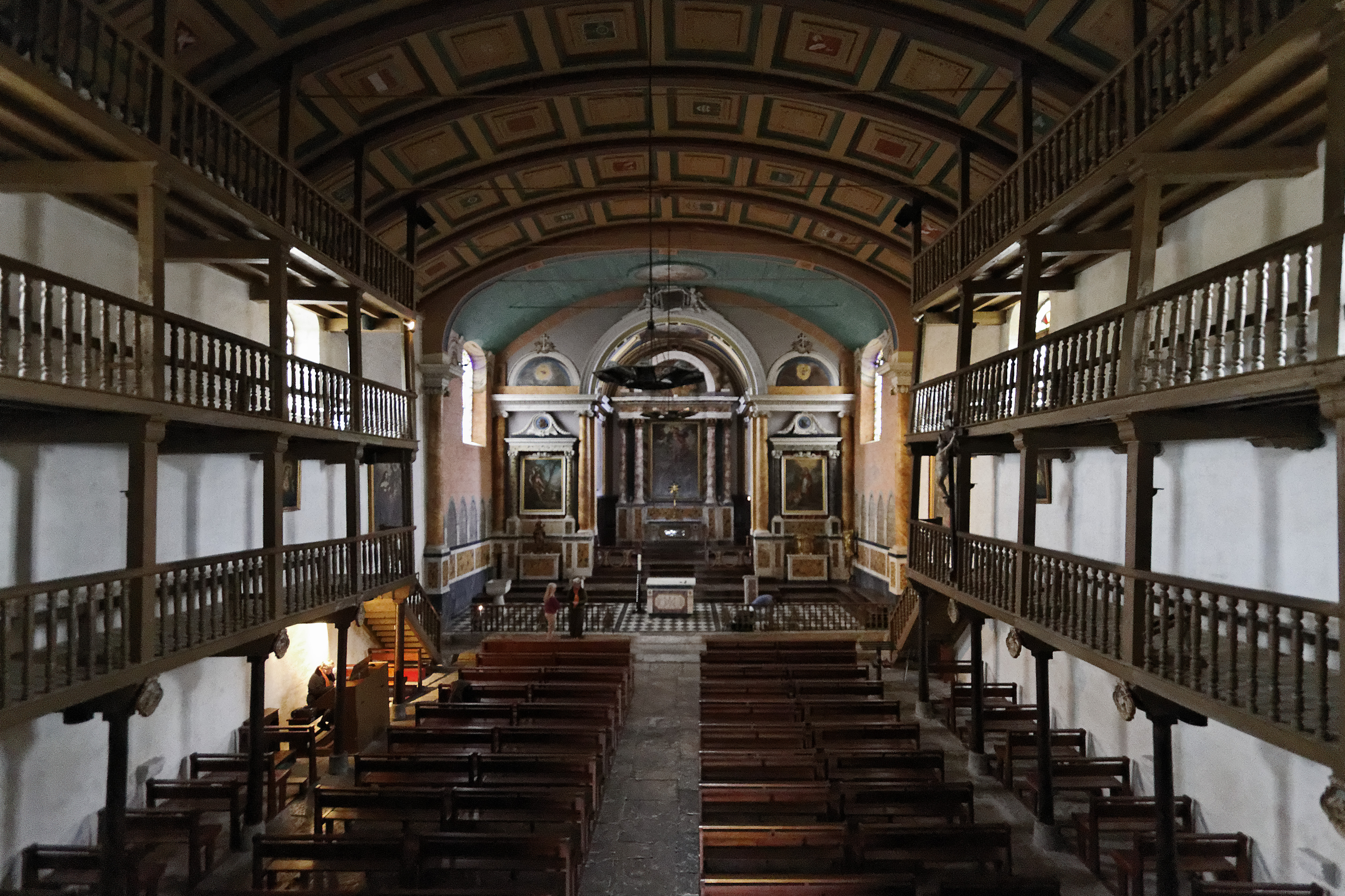
Интерьер церкви Успения Божьей Матери
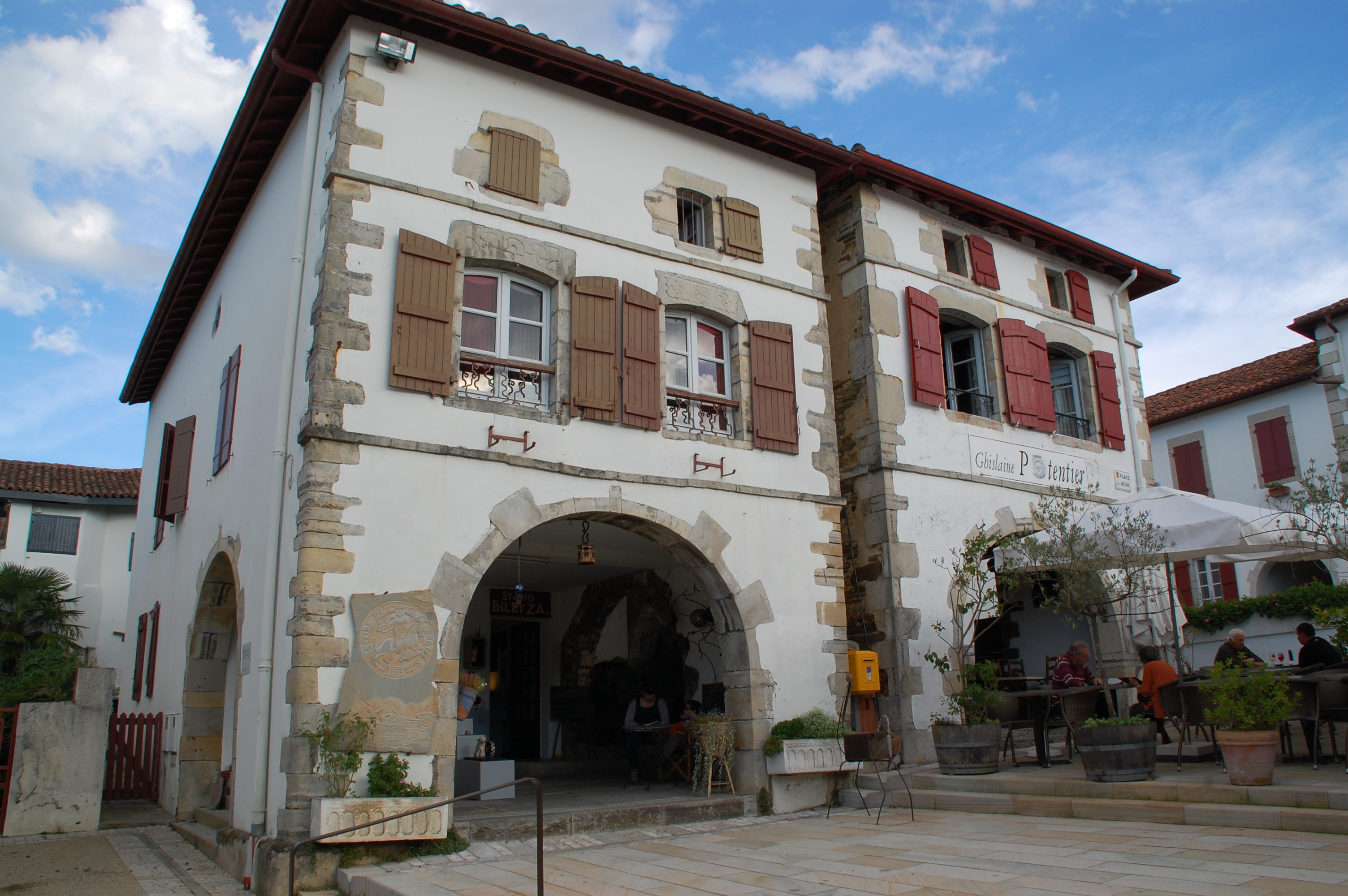
Дом с арками
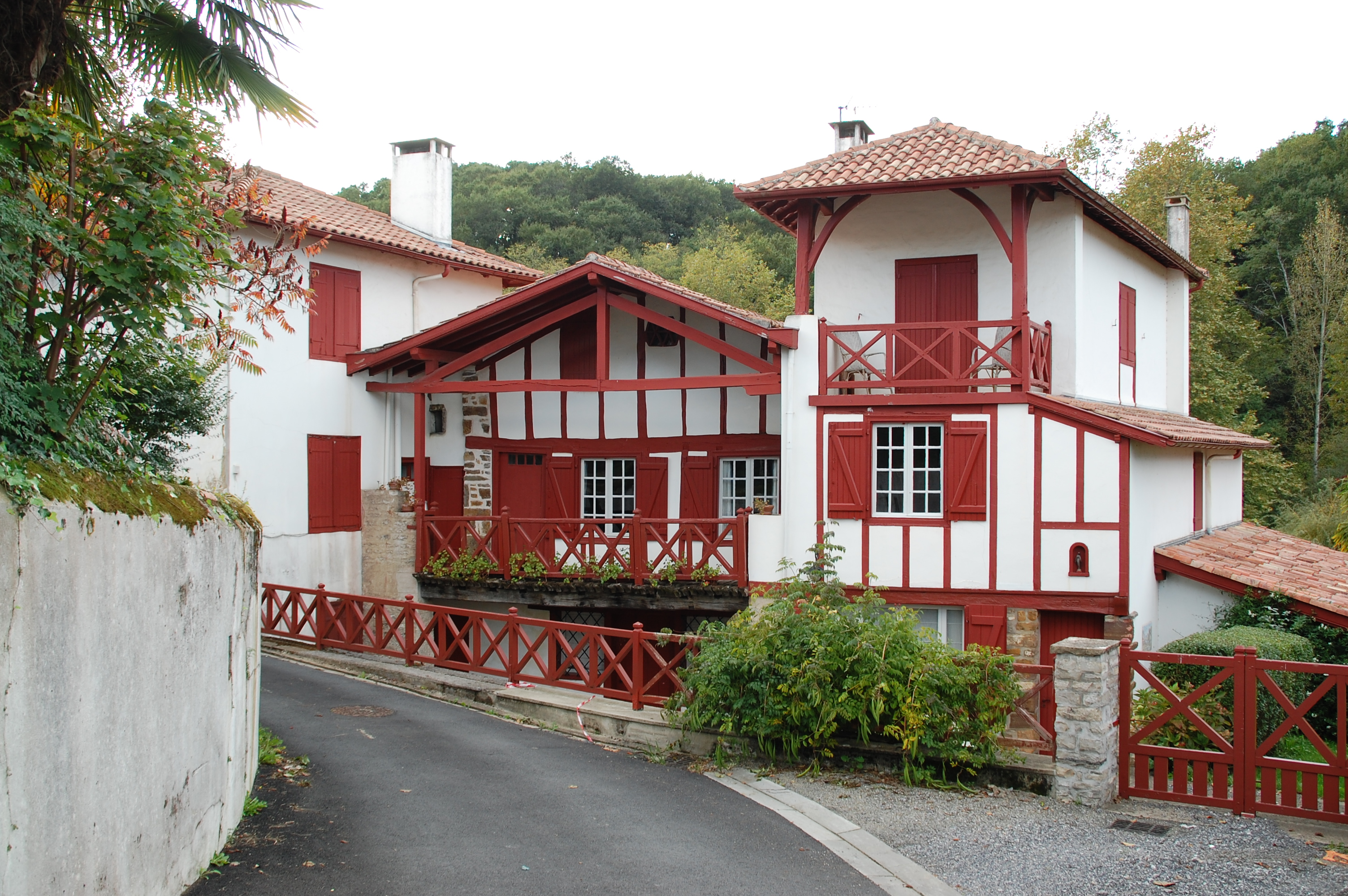
Фахверковые дома
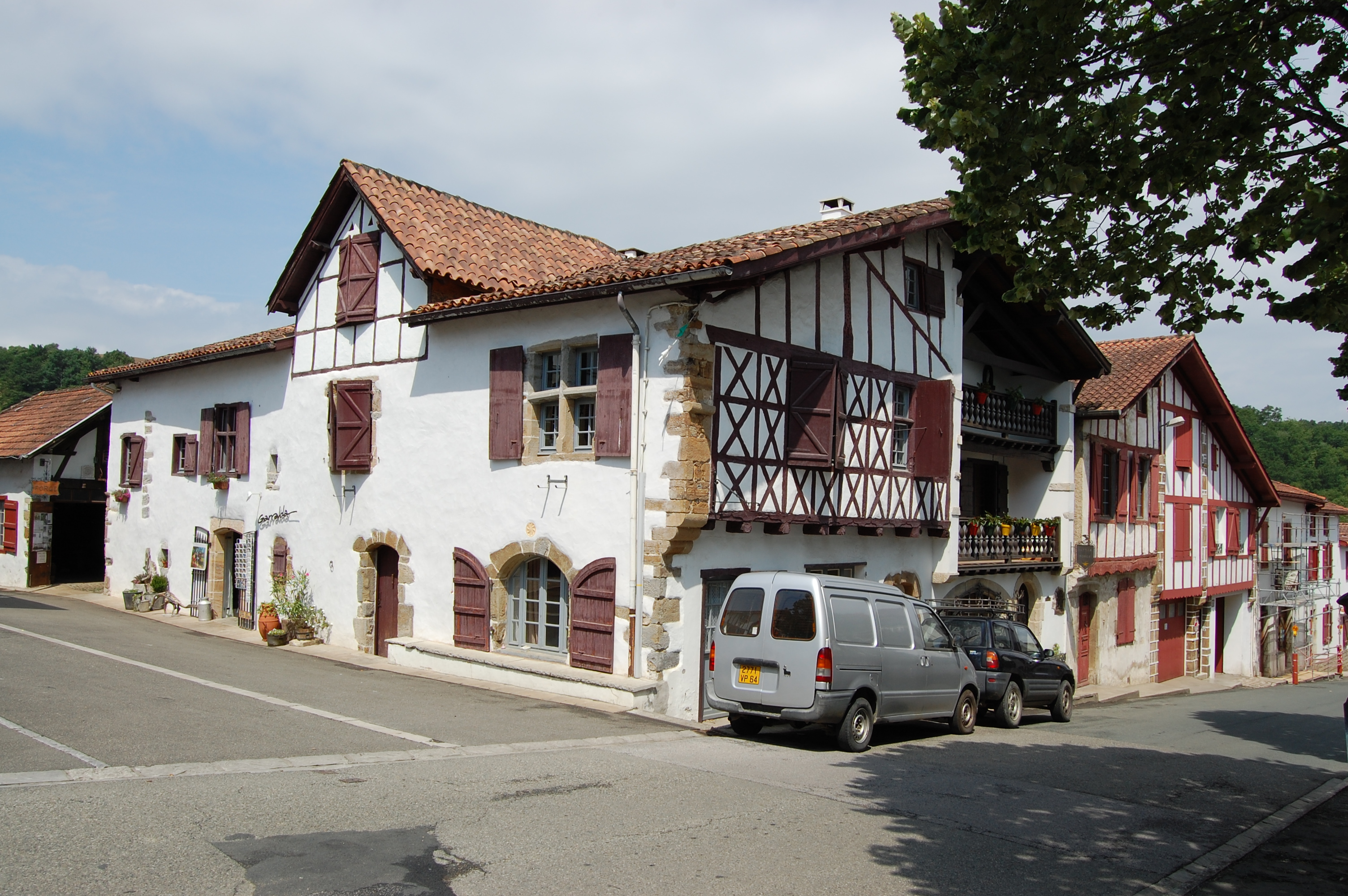
Дом Гарральда
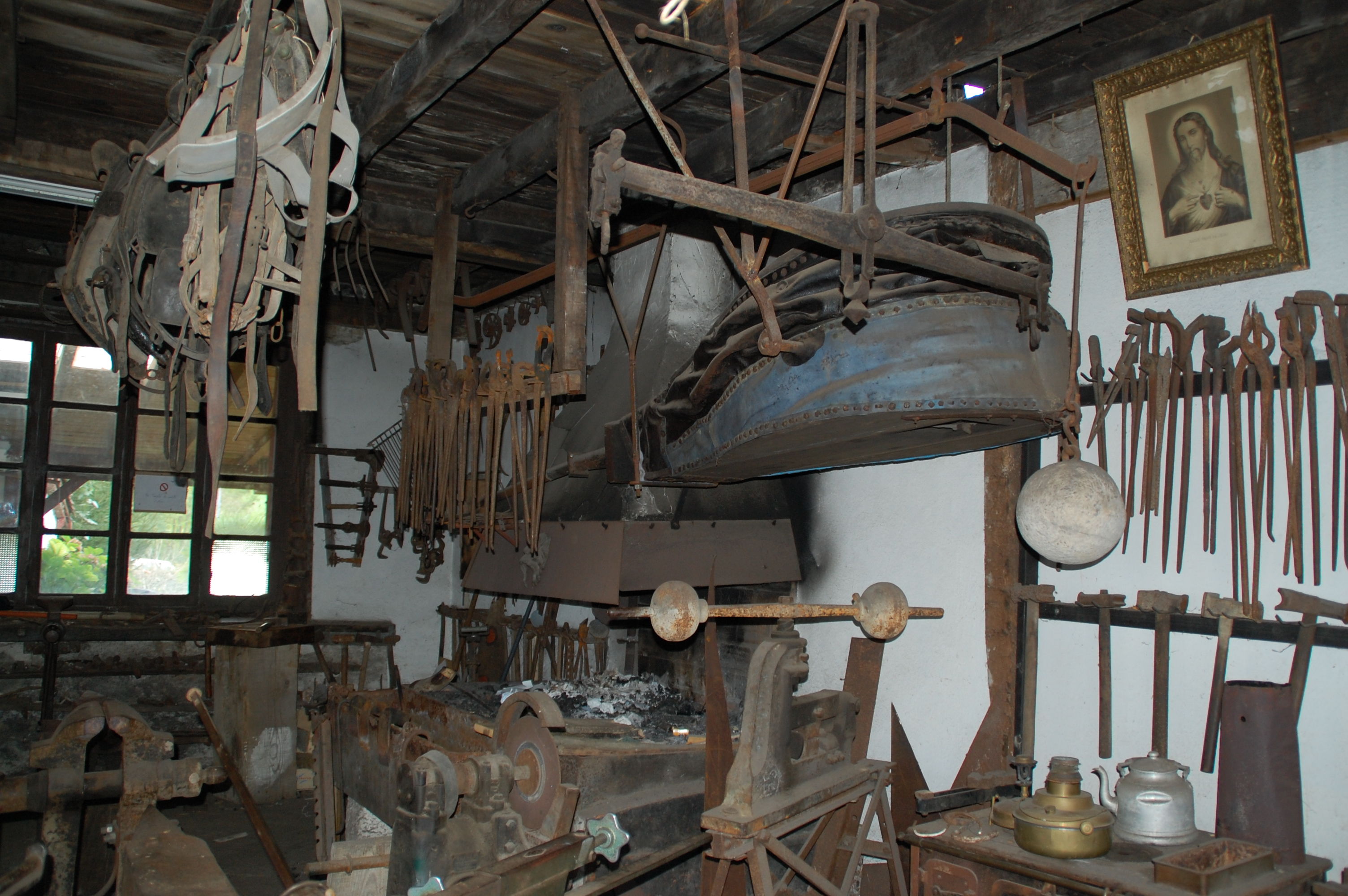
Кузница
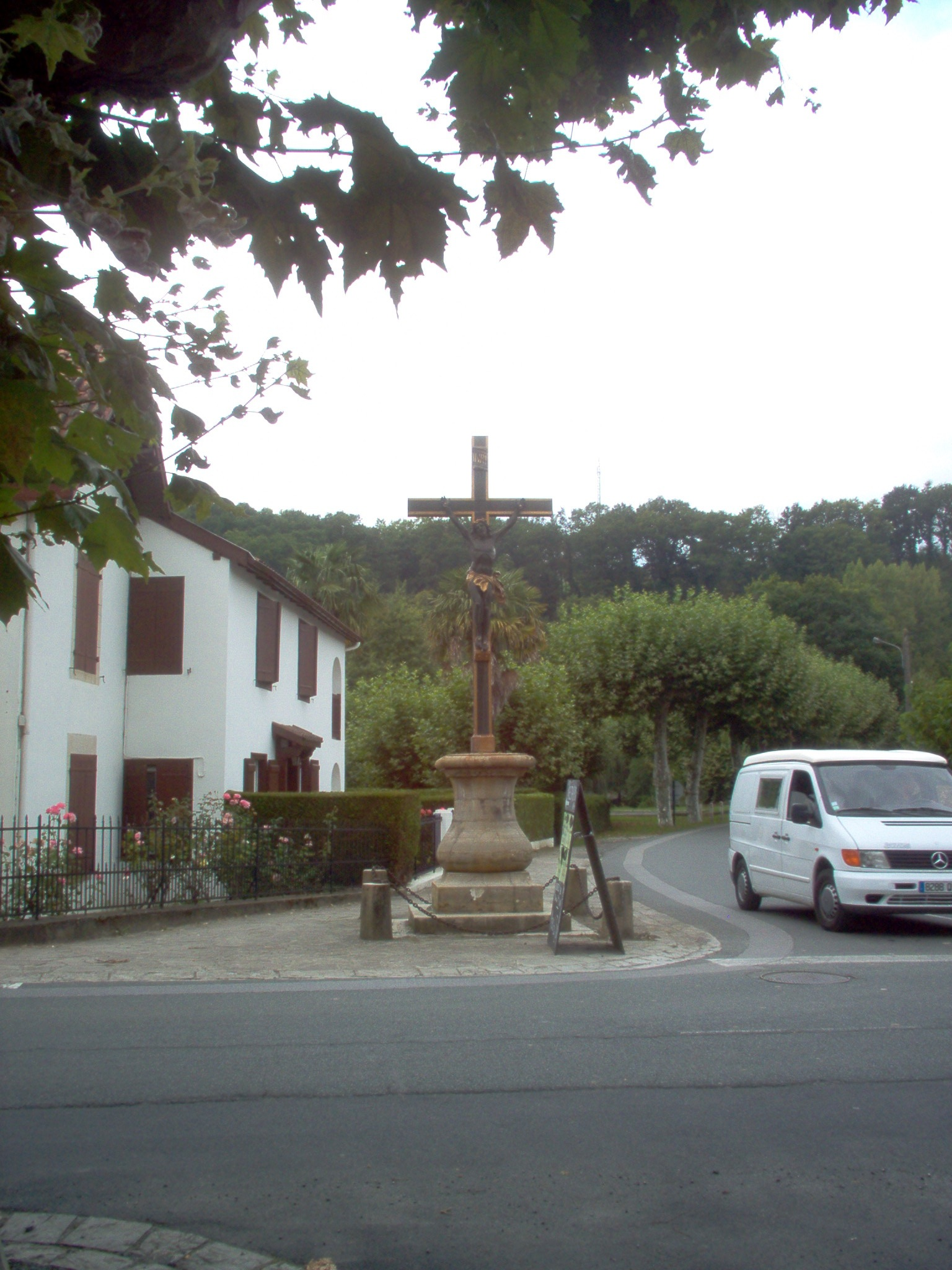
Крест